# حسام ناصری
حسام ناصری (زادهٔ ۱۳۶۵) آهنگساز، نوازنده و موسیقی‌دان اهل ایران است.

## زندگی هنری
حسام ناصری، ۱۹ دی ۱۳۶۵ در قزوین متولد شد. او از ۱۰ سالگی موسیقی را با فراگیری گیتار کلاسیک آغاز کرد. پس از آن در نوجوانی نوازندگی فلوت را نزد ناصر رحیمی فرا گرفت و سال‌ها به عنوان نوازندهٔ فلوت در گروه‌های مختلف فعالیت کرد. او سابقهٔ همکاری با ارکستر مهرگان قزوین و گروه اشتیاق را به عنوان نوازندهٔ فلوت در کارنامه خود دارد.
حسام ناصری در سال ۱۳۹۷، به عنوان آهنگساز پروژهٔ «با من بخوان» را با خوانندگی علیرضا قربانی آغاز کرد که مورد استقبال قرار گرفت. این پروژه به صورت کنسرت در تالار وحدت و کاخ سعدآباد در تهران و در تعدادی از شهرستان‌ها برگزار شد. آلبوم موسیقی با من بخوان در مرداد ۱۳۹۹ از سوی مؤسسه فرهنگی هنری آهنگ اشتیاق منتشر شد. حسام ناصری به عنوان هنرمند با برنامه فرهنگی و هنری ادیسه متعلق به سازمان accr، زیر نظر وزارت فرهنگ فرانسه همکاری می‌کند. او در دو سال ۲۰۱۸ و ۲۰۱۹ در شهر گبویلر و در مجموعه دومینیکن اقامت هنری داشته‌است. او همچنین با هنرمندان دیگری نظیر: محمد اصفهانی، رضا صادقی، امیر عظیمی، سیامک عباسی، مهدی عباسی، محمد معتمدی و عالیم قاسمف نیز به عنوان آهنگساز و تنظیم‌کننده همکاری داشته‌است.
حسام ناصری بیشتر به عنوان آهنگساز موسیقی الکترونیک، نوازندهٔ فلوت و ساز ابداعی «مشتاق» شناخته می‌شود. همچنین او «گروه نواک» را برای سازهای بازسازی شده و همچنین ابداعی پایه‌گذاری کرده‌است. او در مهر ۱۳۹۸ به همراه گروه نواک و با خوانندگی مهدی عباسی و مینا دریس، برنامه‌ای با عنوان «ملودی‌های پارسی» را در بیست و هفتمین دورهٔ فستیوال صداها و نواهای کهن، در استراسبورگ به اجرا گذاشت.

## آثار هنری
از جمله آثار حسام ناصری، می‌توان به موارد زیر اشاره نمود:

### آلبوم موسیقی
- «هفت پیکر» با خوانندگی عالیم قاسمف[۱۴]
- «پریشانی» اثر گروه نواک با خوانندگی مهدی عباسی و مینا دریس[۱۵]
- «با من بخوان» با خوانندگی علیرضا قربانی[۱۶]
- «پنجشنبه» (همراه با مهدی یراحی و مهدی یغمایی) با خوانندگی بابک برهانی[۱۷]
- «Interlude» با همکاری جوشکون کارادمیر از ترکیه

### تک آهنگ
- «نیست شو» با صدای علیرضا قربانی[۱۸] (نامزد بخش تک‌آهنگ برگزیده موسیقی تلفیقی، راک و پاپ-راک در سال ۱۳۹۷، جشن موسیقی ما)[۱۹]
- «مدار اول» همراه با میلاد محمدی[۲۰]
- تیتراژ برنامه تلویزیونی هامون با صدای محمد معتمدی[۲۱]
- تیتراژ مستند کهن‌ترین سرزمین با صدای مهدی عباسی[۲۲]
- «تنها» همراه با سامان صمیمی[۲۳]
- «یادگاری» با صدای مهدی عباسی[۲۴]
- «باورم کن» با صدای مهدی عباسی[۲۵]
- «آخر پاییز» با صدای سیامک عباسی[۲۶]
- «رنگ بارون» با صدای رضا صادقی[۲۷] (تیتراژ برنامه تلویزیونی «حب الحسین»)
- «پاییز تنهایی» با صدای مهدی یغمایی[۲۸]
- «حکم آخر» با صدای امیر عظیمی[۲۹]
- «دلگیر» با صدای حسام ناصری[۳۰]
- «ماه رؤیایی» با صدای کامبیز جمشیدی[۳۱]
- «لالایی کُردی» (تنظیم لالایی فولکلور کردی) با صدای مینا دریس و مهدی عباسی)[۳۲]
- «زندگی ساده» با صدای بابک قدمایی[۳۳]
- «پلاک ۸» با صدای بابک قدمایی[۳۴]
- «خودزنی» با صدای فرید کریمیان[۳۵]
- «بی‌نظیرم باش» (تنظیم آهنگ) با صدای قاسم افشار[۳۶]
- «حکم آخر» (تنظیم آهنگ) با صدای امیر عظیمی[۳۷]
- «پُل» (تیتراژ برنامهٔ تلویزیونی پل فروردین) با صدای علیرضا قربانی[۳۸] (نامزد بخش تک‌آهنگ‌های برگزیده موسیقی معاصر و ارکسترال ایرانی در سال ۱۳۹۷، جشن موسیقی ما)[۳۹]
- «شوق تو» با صدای محمدرضا شجریان (بازتنظیمِ دو آواز با صدایِ محمدرضا شجریان از آلبوم‌های ساز خاموش و شب، سکوت، کویر)[۴۰]
- «عروج» با همکاری تریو جبران و خوانندگی علیرضا قربانی [۴۱]
- «تا فردا» موسیقی بیکلام [۴۲]
- «هجرت» با صدای زکریا یوسفی [۴۳]
- «بخند ابراهیم» با خوانش باران نیکراه [۴۴]
- «منم» با خوانش باران نیکراه [۴۵]
- «همدم» با صدای محمد اصفهانی [۴۶]

## پیوندها
- وبسایت رسمی حسام ناصری
- مصاحبه حسام ناصری با خبرگزاری ایلنا
- مروری بر آلبوم با من خوان در روزنامه ایران
- مصاحبه حسام ناصری با خبرگزاری مهر
- یادداشت حسام ناصری در روزنامه دنیای اقتصاد